# Windows Imaging Format
Il formato Windows Imaging (WIM) è un tipo di file avente il formato di un'immagine disco. È stato sviluppato da Microsoft per distribuire Windows Vista e le versioni successive della famiglia di sistemi operativi Windows, nonché Windows Fundamentals for Legacy PCs.

## Funzionamento
Come altri formati di immagine disco, un file WIM contiene un set di file e metadati associati del File system. Tuttavia, a differenza dei formati basati sui settori del disco (come ISO o VHD), WIM è basato sui file: l'unità fondamentale di informazione nella tecnologia WIM è un file.
I principali vantaggi di essere basato su file sono indipendenza dall'hardware e single-instance storage di un file referenziato più volte nella struttura del file system. Dal momento che i file sono immagazzinati all'interno di un singolo file WIM, il sovraccarico dell'apertura e chiusura di molti file singoli è ridotta. Il costo della lettura o la scrittura di molte migliaia di singoli file sul disco locale viene negata dalla cache del disco hardware o software-dipendente così come la lettura e scrittura sequenziale dei dati.
I file WIM possono contenere più immagini disco, che sono referenziati o da un indice numerico o da un nome univoco. Grazie all'uso dell'archiviazione a singola istanza, più ogni immagine disco successivo ha in comune con le immagini precedenti aggiunte al file WIM, e meno dati nuovi saranno aggiunti. Un file WIM può anche essere suddiviso in più parti (i cui file hanno estensione .swm).
Le immagini WIM possono essere rese avviabili. Il boot-loader di Windows supporta il boot da un file WIM. Il DVD di installazione di Windows Vista e versioni successive utilizzano tali file WIM. In questo caso, BOOT.WIM contiene una versione di avvio di Windows PE da cui viene eseguita l'installazione. Altri file di installazione si trovano all'interno di INSTALL.WIM.

## ImageX
ImageX è un programma a linea di comando usato per creare, modificare e distribuire le immagini disco di Windows nel formato WIM. È distribuito come parte del pacchetto gratuito Windows Automated Installation Kit (WAIK). A partire da Windows Vista, il setup usa le funzioni API WAIK per installare il sistema operativo.
Il primo prototipo sviluppato di ImageX è stato compilato nella versione 6.0.4007.0. Ha permesso ai partner Microsoft OEM di sperimentare la tecnologia di imaging ed è stato sviluppato in parallelo con i prototipi alfa di Longhorn (che al rilascio venne chiamato Windows Vista). È stato introdotto nel Milestone 4 nel progetto Longhorn, e utilizzato nelle successive versioni di Longhorn. La versione 6.0.5384.4 ha aggiunto vantaggi significativi rispetto alle versioni precedenti, come la capacità di montaggio di cartelle in sola lettura e lettura/scrittura, la suddivisione in più file immagine (SWM), un driver di filtro WIM e gli algoritmi più recenti della compressione LZX. È stato usato a partire da quella versione pre-RC (release candidate) di Windows Vista.
A partire da Windows 8, ImageX è sostituito dal DISM.

## DISM
Deployment Image Service and Management Tool (DISM) viene utilizzato per recuperare o modificare le informazioni all'interno di un'immagine.
Esempi di utilizzo:
Montare un'immagine
```
dism /mount-wim /wimfile:c:\win7\sources\boot.wim /index:1 /mountdir:c:\temp2
```

Rilevare i device drivers installati in un'immagine non in linea
```
dism /image:c:\temp2 /get-drivers
```

Aggiungere un device driver a un'immagine non in linea
```
dism /image:c:\temp2 /add-driver /driver:C:\dell\drivers\r191214\nvdm.inf
```

Smontare un'immagine
```
dism /unmount-wim /mountdir:c:\temp2 /commit
dism /unmount-wim /mountdir:c:\temp2 /discard
```

## Personalizzazione dell'immagine
Con l'aiuto di ImageX (in Windows Vista e versioni successive) o DISM (in Windows 8 e successive), l'immagine WIM può essere montata come una nuova partizione con un'assegnazione della lettera di unità associata, in modo che i suoi contenuti possono essere letti o modificati. Un set di funzioni API pubbliche per manipolare file WIM permette agli sviluppatori di scrivere i propri strumenti di gestione per WIM.